# Phthisis bulbi
La phthisis bulbi, conosciuta anche come tisi o ftisi bulbare, definisce una condizione di atrofia del bulbo oculare, conseguenza di numerosi insulti infiammatori o traumatici.